# Alexandria (Indiana)
Alexandria è un comune della contea di Madison, in Indiana, che conta 6.260 abitanti.